# Naenia orientalis
Naenia orientalis är en fjärilsart som beskrevs av Krulikovski 1912. Naenia orientalis ingår i släktet Naenia och familjen nattflyn. Inga underarter finns listade i Catalogue of Life.